# Sandrae Farquharson
Sandrae Farquharson (ur. 11 lipca 1993) – jamajska lekkoatletka specjalizująca się w biegach sprinterskich.
Odpadła w eliminacjach biegu na 400 metrów podczas mistrzostw świata juniorów młodszych w 2009. Wicemistrzyni świata juniorek w sztafecie 4 x 400 metrów z 2012 roku. 
Rekordy życiowe: bieg na 400 metrów – 53,70 (16 kwietnia 2016, Columbia). 